# Dmytraškivka
Dmytraškivka (in ucraino Дмитрашківка?) è un villaggio (selo) in Ucraina, situato nel distretto di Tul'čyn dell'oblast' di Vinnycja.
Nel villaggio si trova la Casa Museo Pavlo Muravs'kyj.